# Complexe de difluor

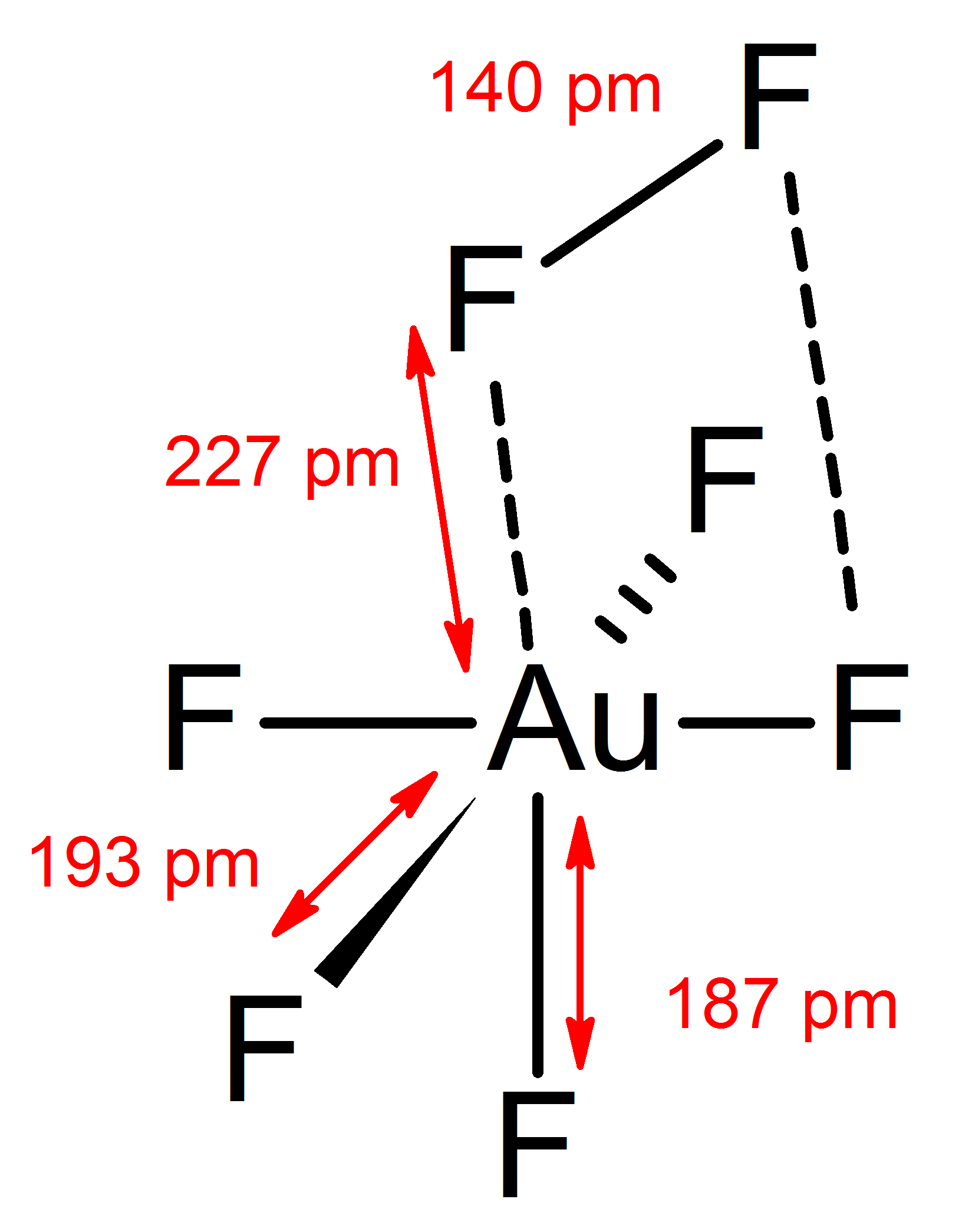
Structure de l'heptafluorure d'or.

Un complexe de difluor est un complexe σ ayant une molécule de difluor F2 intacte comme ligand. Le premier exemple connu d'un tel complexe est l'heptafluorure d'or AuF5·F2, qui se présente davantage comme un adduit de fluorure d'or(V) AuF5 et de difluor F2 que comme un fluorure d'or(VII).
Contrairement aux complexes de dihydrogène, qui présentent une structure η2-H2, les complexes de difluor présentent une configuration η1-F2.